# Patrice G. Poutrus

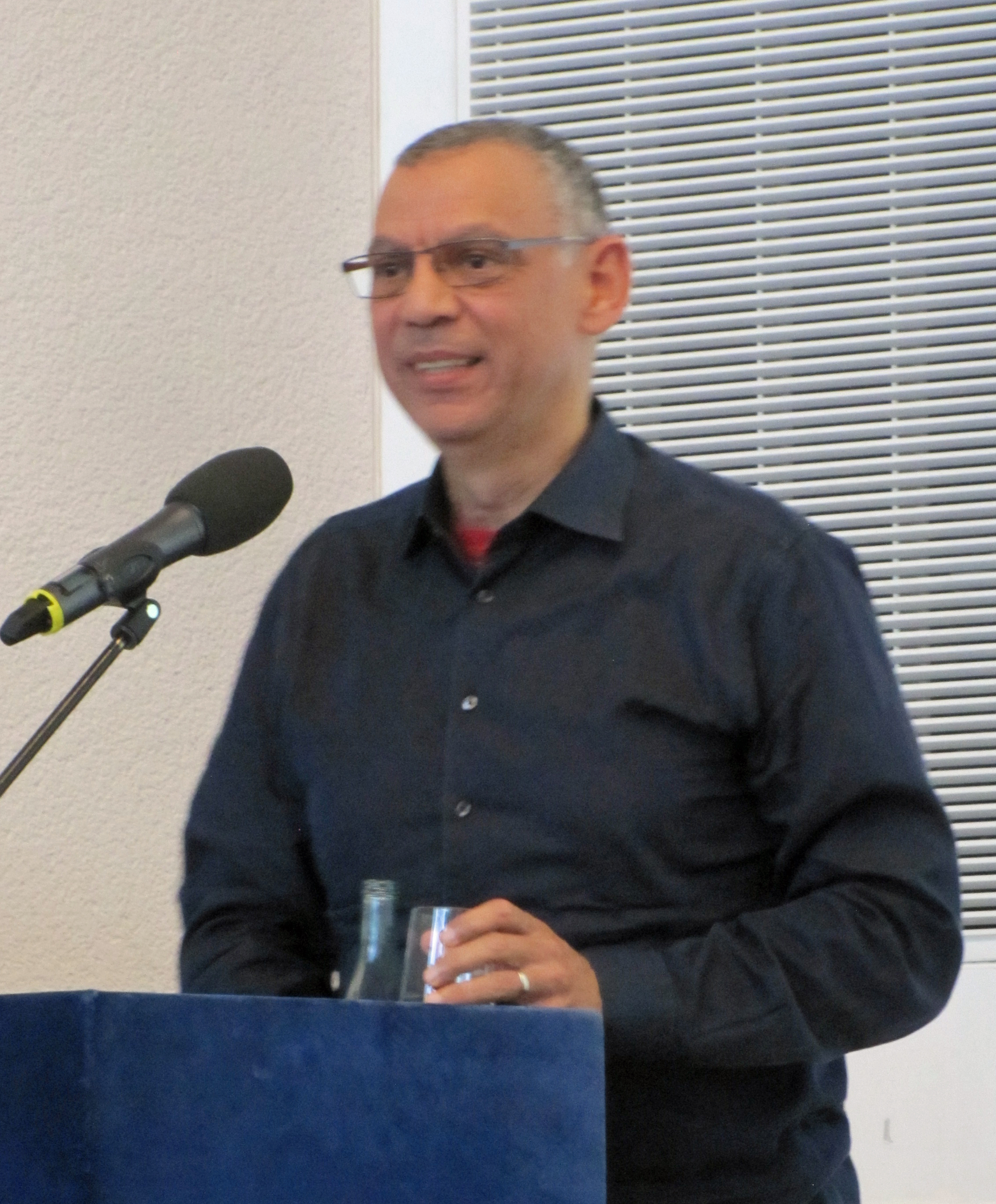
Patrice G. Poutrus bei den Frankfurter Römerberggesprächen 2019

Patrice Ghandi Poutrus (* 22. April 1961 in Ost-Berlin) ist ein deutscher Historiker.

## Leben
Poutrus wuchs als Sohn einer alleinerziehenden Buchhändlerin in Ost-Berlin auf. Seinen leiblichen Vater, einen aus Ägypten in die DDR immigrierten Sudanesen, lernte er nie kennen. Sein Nachname stammt vom Lebensgefährten seiner Mutter, einem Iraker. Poutrus, der nicht zum Abitur zugelassen wurde, absolvierte 1978 die Mittlere Reife an der 8. Polytechnischen Oberschule Berlin-Treptow. Von 1978 bis 1980 absolvierte er eine Berufsausbildung zum Elektronikfacharbeiter an der Berufsschule des VEB Werk für Fernsehelektronik Berlin. Zwischen 1981 und 1984 diente er bei der NVA, zuletzt als Unteroffizier. Anschließend arbeitete er als hauptamtlicher FDJ-Funktionär erst im VEB Werk für Fernsehelektronik und dann in der FDJ-Bezirksleitung Berlin.
1988 legte er sein Abitur an der Abendschule der Volkshochschule Berlin-Treptow ab. 1989 wurde er zum Fernstudium der Geschichtswissenschaften an der Humboldt-Universität zu Berlin zugelassen, von 1990 bis 1995 studierte er dort Geschichts- und Sozialwissenschaften, 1996 legte er seinen Magister Artium ab, 2001 wurde er an der Europa-Universität Viadrina zum Dr. phil mit einer Arbeit zur Geschichte des Goldbroilers in der DDR promoviert.
1996 bis 1999 war er Wissenschaftlicher Mitarbeiter im Projektbereich III „Herrschaft und Eigen-Sinn in der Diktatur. Studien zur Gesellschaftsgeschichte der DDR“ am Potsdamer Zentrum für Zeithistorische Forschung, 1999 bis 2000 Wissenschaftlicher Mitarbeiter am Lehrstuhl für Wirtschafts- und Sozialgeschichte der Neuzeit der Viadrina, 2001 Post-Doc-Fellow am Deutschen Historischen Institut in Washington/D.C. Von 2001 bis 2003 war er Wissenschaftlicher Mitarbeiter und Leiter der Projektgruppe „Fremde und Fremd-Sein in der DDR. Sozialhistorische Studien zu Migration und Interkulturalität“ am ZZF mit dem Post-Doc-Projekt „Die Polit. Emigranten. Eine sozialhistorische Studie zu Fremde und Fremd-Sein in der DDR“, von 2004 bis 2007 Wissenschaftlicher Mitarbeiter und Vertreter des Leiters des Projektbereiches III „Ideologien und Mentalitäten im Kalten Krieg. Studien zu transnationalen Aspekten des Systemkonflikts in Europa“ am ZZF mit dem Thema „Zuflucht Westdeutschland. Asyl- und Flüchtlingspolitik in der Frühen Bundesrepublik (1951–1976)“. Von 2007 bis 2011 hatte er einen Forschungsauftrag am internationalen Forschungsverbund zur Erforschung der Stiftung „Erinnerung, Verantwortung und Zukunft“ (EVZ) unter der Leitung des Lehrstuhls für Zeitgeschichte der Ruhr-Universität Bochum.
2012/2013 war er Senior Fellow am Wiener Wiesenthal Institut für Holocaust-Studien mit dem Projekt „Flüchtlingsberichte. Eine Studie zur massenmedialen Repräsentation von Migration in der Metropole Wien, 1919-1933/34“. Ab 2019 war er Wissenschaftlicher Mitarbeiter am Lehrstuhl für Neuere und Zeitgeschichte und Geschichtsdidaktik der Universität Erfurt im Projekt „Diktaturerfahrung und Transformation – Partizipative Erinnerungsforschung“. Poutrus war Gastprofessor an der TU Berlin und ist seit Dezember 2023 Wissenschaftlicher Mitarbeiter an der Universität Osnabrück, wo er zusammen mit dem Stadtarchiv Hannover und dem Institut für Migrationsforschung und Interkulturelle Studien ein Einwanderungsarchiv aufbaut.
Poutrus ist Vater zweier Söhne (* 1982 und 1986), die er nach der Trennung von seiner Frau Anfang der 1990er Jahre alleine aufzog.

## Mitgliedschaften
Poutrus war hauptamtlicher Jugendfunktionär bei der FDJ und trat im Alter von 18 Jahren der SED bei. Nach der Wende war er zeitweilig im Bundesvorstand der PDS, trat jedoch Anfang der 1990er Jahre aus der Partei aus. Er wurde Mitglied der Initiative Schwarze Menschen in Deutschland. Poutrus ist Mitglied im Stiftungsrat der Amadeu Antonio Stiftung.

## Bücher

### Monografien
- Die Erfindung des Goldbroilers: Über den Zusammenhang zwischen Herrschaftssicherung und Konsumentwicklung in der DDR. Böhlau, Dissertation[10], Köln 2002, ISBN 3-412-14400-2.
- Umkämpftes Asyl. Ch. Links Verlag, Berlin, 2019, ISBN 978-3-86284-450-0.

### Herausgeberschaften
- mit Jan C. Behrends und Árpád von Klimó: Antiamerikanismus im 20. Jahrhundert. Studien zu Ost- und Westeuropa (= Studien zur Politik- und Gesellschaftsgeschichte. Band 68). Verlag J.H.W. Dietz Nachf., Bonn 2005, ISBN 978-3-8012-4154-4.
- mit Jan C. Behrends und Thomas Lindenberger: Fremde und Fremd-Sein in der DDR. Zu historischen Ursachen der Fremdenfeindlichkeit in Ostdeutschland. Böhlau, Köln/Weimar/Wien 2003, ISBN 3-936411-01-8.
- mit Anetta Kahane, Enrico Heitzer und Martin Jander: Nach Auschwitz. Schwieriges Erbe DDR. Plädoyer für einen Paradigmenwechsel in der DDR-Zeitgeschichtsforschung. Wochenschau Verlag Wissenschaft, Frankfurt am Main 2018, ISBN 978-3-7344-0705-5.